# HD6622
HD6622 є хімічно пекулярною зорею спектрального класу
A4 й має видиму зоряну величину в смузі V приблизно  9,2.